# Straffslag (ishockey)

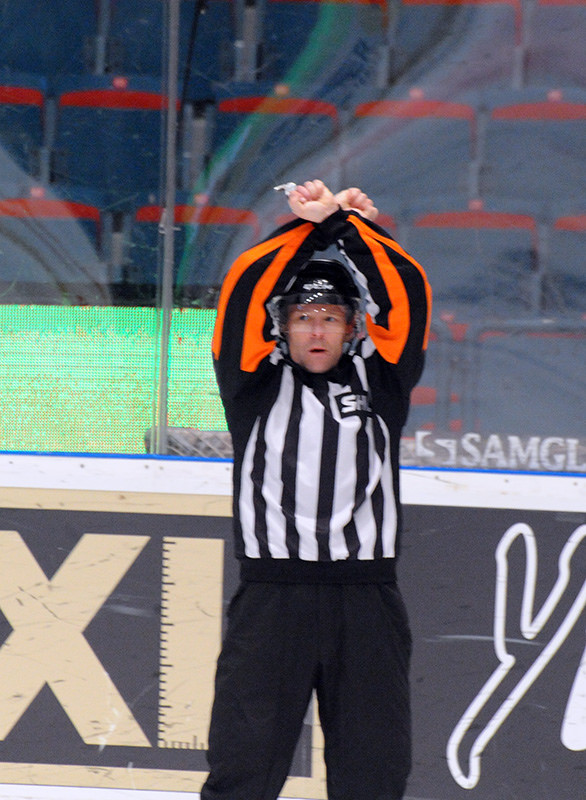
En domare i SHL visar tecknet för straffslag.

Straffslag är begreppet på en regel i ishockey och kan utdömas:
1. under pågående match för en regelförseelse
2. efter en match som efter förlängning fortfarande är oavgjord

## Utförande
- Straffläggaren, målvakten och domarna är de enda som får vara på isen
- Domaren placerar pucken på mittpunkten
- Målvakten måste stanna i sitt målområde tills straffläggaren rört pucken
- Straffläggaren startar på signal från domaren och måste hela tiden vara i riktning mot målet
- Missar straffläggaren pucken vid starten får han börja om
- Så snart straffläggaren skjutit så kan inget mål göras på retur
- Det är tillåtet att utföra en så kallad spin-o-rama (snurrfint) om pucken förs framåt under kontroll[1]
- Det är tillåtet att utföra en så kallad lacrossrörelse (lyfta upp pucken på klubban)

Om straffen läggs under pågående match startas inte matchklockan under utförandet och spelet återupptas via tekning på mittpunkten om mål görs, annars sker tekning i anfallszonen.

## Straffslag under pågående match

### Situationer
Straffslag kan utdömas i följande situationer:
- Vid en frilägessituation (se definition nedan) om

– spelaren hindras otillåtet bakifrån av en utespelare
– spelaren hindras otillåtet av målvakten
– spelaren blir hindrad av spelare/ledare som otillåtet beträder isen eller kastar in föremål mot spelaren
– målburen flyttas avsiktligt
- Om föremål kastas mot pucken av spelare/ledare då den är i deras egen försvarszon

- Om en försvarare döljer, eller försöker dölja, en puck inom det egna målområdet

- Under de två sista minuterna eller under övertid om

– målburen flyttas avsiktligt
– ett lag avsiktligt sänder in för många spelare på isen för att orsaka en avblåsning
– en utrustning visar sig vara korrekt då ett lag begärt mätning vid numerärt underläge 3 mot 5
Om situationerna uppstår när motståndarlaget har tagit ut sin målvakt döms istället mål.

### Definition friläge
Följande fyra omständigheter krävs för att en situation ska anses vara ett friläge:
1. Spelaren har kontroll över pucken eller är i bäst position för att erövra en förlupen puck
2. Spelaren har bara målvakten kvar framför sig
3. Pucken är utanför spelarens försvarszon
4. Spelaren har en rimlig målchans

## Straffslagsavgörande
I de flesta matcher – till exempel grundseriematcher i NHL, KHL, SHL (återinfört från och med säsongen 2010/2011, efter borttagningen sedan 2004/2005) samt även slutspelsmatcher i VM och OS – avgörs matcher på straffslag vid oavgjort resultat efter både ordinarie speltid (60 minuter) och eventuell förlängning.
Ordningen lottas och tre olika spelare (behöver inte namnges) för varje lag lägger därefter varsin straff. Är matchen inte avgjord fortsätter straffläggningen med en straff för vardera lag tills en segrare står klar. Samma spelare, även om han var en av de tre första straffläggarna, får lägga varje straff efter de tre första.